# بيدرو الأول إمبراطور البرازيل
الدوم بيدرو الأول (بالبرتغالية: Pedro I do Brasil؛ 12 أكتوبر 1798 - 24 سبتمبر 1834)، الملقب بالمحرر، هو مؤسس إمبراطورية البرازيل وحاكمها الأول. حكم البرتغال لفترة وجيزة بصفته الملك الدوم بيدرو الرابع، ولقِّب هناك أيضًا بالمحرر وكذلك بالجندي الملك. ولد في لشبونة، وكان بيدرو الأول الابن الرابع لملك البرتغال الدوم جواو السادس والملكة كارلوتا خواكينا، أي كان ينتمي إلى آل براغانزا. حين غزت القوات الفرنسية البلاد عام 1807، هرب هو وعائلته إلى البرازيل، التي كانت أكبر وأغنى مستعمرة برتغالية.
أجبر اندلاع الثورة الليبرالية عام 1820 في لشبونة والد بيدرو الأول على العودة إلى البرتغال في أبريل 1821، وتركه لحكم البرازيل كوصي على العرش. فكان عليه أن يتعامل مع تهديدات الثوار وتمرد القوات البرتغالية، التي أخضعها كلها. قوبل تهديد الحكومة البرتغالية بإلغاء الاستقلال السياسي الذي تمتعت به البرازيل منذ عام 1808 بسخط واسع. اختار بيدرو الأول الوقوف في صف البرازيل، وأعلن استقلال البرازيل عن البرتغال في 7 سبتمبر 1822. وفي 12 أكتوبر، أصبح الإمبراطور البرازيلي، وبحلول مارس 1824 كان قد هزم جميع الجيوش الموالية للبرتغال. وبعد بضعة أشهر، سحق بيدرو الأول اتحاد إكويتر (خط الاستواء) الذي لم يدم طويلًا، وكان الاتحاد محاولة انفصال فاشلة من قبل المتمردين الإقليميين في المنطقة الشمالية الشرقية في البرازيل.
حدث تمرد انفصالي في مقاطعة سيسبلاتشينا الجنوبية في أوائل عام 1825، وتلته محاولة من قبل اتحاد مقاطعات ريو دي لا بلاتا لضمها، كل هذا قاد الإمبراطورية إلى حرب السيزبلاتين. وفي مارس 1826، أصبح بيدرو الأول ملكًا للبرتغال لفترة وجيزة قبل التنازل لصالح ابنته الكبرى دونا ماريا الثانية. وساء الوضع عام 1828 عندما أسفرت الحرب في الجنوب عن خسارة البرازيل لسيسبلاتشينا. وخلال نفس العام في لشبونة، اغتُصب عرش ماريا الثانية من قبل الأمير الدوم ميغيل الأول، شقيق بيدرو الأول الأصغر. وفي وقت مزامن شوهت سمعة الإمبراطور علاقة جنسية فاضحة مع إحدى فتيات الحاشية الملكية. ظهرت متاعب أخرى في البرلمان البرازيلي، حيث سيطر صراع في النقاش السياسي حول ما إذا كان الملك سيختار الحكومة أم ستختارها السلطة التشريعية من 1826 حتى 1831. كان بيدرو غير قادر على التعامل مع المشاكل في كل من البرازيل والبرتغال في وقت واحد، لذا تنازل عن الحكم لصالح ابنه الدوم بيدرو الثاني في 7 أبريل 1831، واتجه مبحرًا إلى أوروبا.
غزا بيدرو الأول البرتغال على رأس جيش في يوليو 1832. وواجه حربًا أهلية وطنية، وسرعان ما تورط في صراع أوسع شمل شبه الجزيرة الإيبيرية، وكان الصراع بين أنصار الليبرالية وأولئك الذين يسعون لعودة الملكية المطلقة. توفي بيدرو الأول بسبب مرض السل في 24 سبتمبر 1834، بعد بضعة أشهر من انتصاره مع الليبراليين. أشاد به المعاصرون والأجيال اللاحقة باعتباره شخصية رئيسية ساعدت في نشر المُثل الليبرالية التي سمحت للبرازيل والبرتغال بالانتقال من الأنظمة المطلقة إلى أشكال تمثيلية للحكومة.

## نشأته

### مولده
ولد بيدرو في قصر قوليز الملكي، القريب من العاصمة لشبونة وكان الابن الرابع لملك البرتغال جواو السادس بن ملك البرتغال بيدرو الثالث بن ملك البرتغال جواو الخامس بن ملك البرتغال بيدرو الثانى بن ملك البرتغال جواو الرابع. وأمه الملكة كارلوتا خواكينا بنت ملك إسبانيا كارلوس الرابع وبنت ملكة أسبانيا ماريا لويزا. وشقيق كلا من ملكة إسبانيا ماريا إيزابيل زوجته ملك إسبانيا فرناندو السابع بن ملك إسبانيا كارلوس الرابع وملك البرتغال ميغيل الأول زوجته الأميرة أديلايد والأميرة ماريا تيريزا زوجته ملك إسبانيا إنفانتي كارلوس (كارلوس الخامس) وانفنتا ماريا فرانسيسكا زوجته ملك إسبانيا إنفانتي كارلوس (كارلوس الخامس). وعم دوقة لوكسمبورغ انفانتا ماري آن زوجته دوق لوكسمبورغ وليام الرابع بن دوق لوكسمبورغ أدولف.
وأخواله كلا من ملك أسبانيا فرديناند السابع وزوجاته كلا من (<الأميرة ماريا أنطونيا بنت ملك الصقليتين فرديناندو الأول والملكة ماريا كارولينا> و<ملكة أسبانيا ماريا إيزابيل> و<الملكة ماريا أماليا جوزيفا> و<الملكة ماريا كريستينا بنت ملك الصقليتين فرانسيس الأول والملكة ماريا إيزابيلا بنت ملك أسبانيا كارلوس الرابع (تشارلز الرابع)>) وملك إسبانيا إنفانتي كارلوس (كارلوس الخامس) وزوجاته كلا من (أنفنتا ماريا فرانسيسكا والأميرة ماريا تيريزا).
وخالته ملكة الصقليتين ماريا إيزابيلا زوجته ملك الصقليتين فرانسيس الأول بن ملك الصقليتين فرديناندو الأول (فرديناند الأول).
وبنت خالتة ملكة إسبانيا إيزابيلا الثانية <إيزابيل الثانية> زوجته ملك أسبانيا فرانسيس بن إنفانتي فرانسيسكو دي باولا بن ملك أسبانيا كارلوس الرابع (تشارلز الرابع) .
وأولاد أخواله كلا من ملك أسبانيا إنفانتي كارلوس (كارلوس السادس) زوجته الأميرة ماريا كارولينا من بوربون وصقليتين بنت ملك ملك الصقليتين فرانسيس الأول وملكة الصقليتين ماريا إيزابيلا وملك إسبانيا وفرنسا ونافارا خوان <جان تشارلز ماري إيزيدور دي بوربون> زوجته الملكة ماريا بياتريس.

### التعليم
في أواخر نوفمبر 1807، عندما كان بيدرو في التاسعة من عمره، هربت العائلة المالكة من البرتغال مع اقتراب الجيش الفرنسي الذي أرسله نابليون من الوصول إلى لشبونة. وفي مارس 1808، وصل بيدرو وعائلته إلى ريو دي جانيرو، عاصمة البرازيل، التي كانت أكبر وأغنى مستعمرات البرتغال. وخلال تلك الرحلة قرأ بيدرو الإنيادة لفيرجيل وتحدث إلى طاقم السفينة، واكتسب مهارات الملاحة. في البرازيل، بعد إقامة قصيرة في قصر المدينة، استقر بيدرو مع شقيقه الأصغر ميغيل ووالدهم في قصر ساو كريستوفاو (سانت كريستوفر). على الرغم من أن بيدرو لم يكن على علاقة وثيقة بوالده، فقد أحبه واستاء من الإذلال المستمر الذي عانى منه والده على يد كارلوتا خواكينا بسبب علاقاتها غير الشرعية. وحين أصبح راشدًا، وصف بيدرو والدته «بالعاهرة» بشكل صريح. وكان لهذه التجارب المبكرة من الخيانة والفتور والإهمال تأثير كبير على تكوين شخصية بيدرو.
قدمت أيا (المربية) ماريا جينوفيفا دو هيغو إي ماتوس نذرًا يسيرًا من الاستقرار خلال طفولته، وأحبها كأم له، كما أيو (المشرف عليه) الراهب أنطونيو دي أهابيدا، الذي أصبح معلمه. كلاهما كان مسؤولًا عن تربية بيدرو وحاولا تزويده بتعليم مناسب. تضمن تثقيفه مجموعة واسعة من المواد التي شملت الرياضيات والاقتصاد السياسي والمنطق والتاريخ والجغرافيا. وتعلم التحدث والكتابة باللغات البرتغالية واللاتينية والفرنسية. واستطاع الترجمة من اللغة الإنجليزية وفهم اللغة الألمانية. وحتى حينما أصبح الإمبراطور، خصص بيدرو ساعتين على الأقل من كل يوم للدراسة والقراءة.
على الرغم من اتساع ثقافة بيدرو، إلا أن تعليمه كان ناقصًا. قال المؤرخ أوتافيو تاركوينيو دي سوزا أن بيدرو «كان ذكيًا وسريع البديهة ومتبصرًا دون مجال للشك». ومع ذلك، فإن المؤرخ رودريك ج. بارمان يشير إلى أنه كان بطبيعته «مندفعًا وجانحًا وعاطفيًا أكثر من اللازم». وبقي متهورًا ولم يتعلم أبدًا ممارسة ضبط النفس أو تقييم عواقب قراراته وتكييف رؤيته مع التغيرات في المواقف. لم يسمح والده لأحد بتأديبه. ومع أن جدول بيدرو كان يتضمن ساعتين من الدراسة كل يوم، كان في بعض الأحيان يتحايل على الروتين من خلال صرف معلميه لأجل الأنشطة التي وجدها أكثر إثارة للاهتمام.

### زواجه الأول
لبت الأنشطة التي تتطلب مهارات بدنية تطلعات الأمير، خلافًا للدراسة. وفي مزرعة والده سانتا كروز، درب بيدرو الخيول الجامحة، وأصبح فارسًا فائقًا وبيطارًا (ينعل الخيل) بارعًا. استمتع هو وشقيقه ميغيل بالصيد في أراضٍ غريبة، عبر الغابات، وحتى في الليل أو في الطقس العاصف. وأظهر موهبة في الرسم والحرف اليدوية، ونحت نفسه على الخشب، وصنع الأثاث. بالإضافة إلى ذلك، كان ذواقًا للموسيقى، وتحت إشراف ماركوس برتغال أصبح الأمير ملحنًا مقتدرًا. وكان صوته جيدًا في الغناء، وبرع بالعزف على العديد من الآلات الموسيقية (من بينها البيانو والفلوت والغيتار)، وعزف الأغاني والرقصات الشعبية. كان بيدرو رجلاً بسيطًا، سواء في عاداته أو في التعامل مع الآخرين. باستثناء المناسبات الرسمية التي ارتدى فيها الزي الملكي، أما ملابسه اليومية فقد اقتصرت على سراويل قطنية بيضاء، وسترة قطنية مخططة وقبعة عريضة الحواف، أو معطف واسع وقبعة في الأماكن الأكثر رسمية. وكان يقضي وقتاً طويلًا في محادثة الناس في الشارع، لمعرفة ما يقلقهم.
تميزت شخصية بيدرو بالحيوية التي وصلت حد فرط النشاط. كان متهورًا ويميل إلى أن يكون مستبدًا ونزقًا. وكان يشعر بالملل أو التشتت بسهولة، في حياته الشخصية، رفه عن نفسه عبر العلاقات مع النساء بالإضافة إلى أنشطة الصيد والفروسية. أجبرته روحه المتململة على البحث عن المغامرة، فكان يتردد على الحانات في أحياء ريو دي جانيرو سيئة السمعة متنكرًا. ونادرًا ما كان يشرب الكحول، لكنه كان زير نساء صعب الإصلاح. كانت علاقته الأولى المعروفة مع راقصة فرنسية تدعى نويمي تيري، التي أنجبت منه طفلًا ميتًا. وأبعد والد بيدرو، الملك جواو السادس، تيري عنه، وذلك لتجنب تعريض خطوبة الأمير للخطر، وكانت خطيبته هي الأرشيدوقة ماريا ليوبولدينا، ابنة الإمبراطور فرانز الأول من النمسا (سابقًا فرانتس الثاني، الإمبراطور الروماني المقدس).
في 13 مايو 1817، تزوج بيدرو بماريا ليوبولدينا بالتوكيل. وعندما وصلت إلى ريو دي جانيرو في 5 نوفمبر، وقعت على الفور في حب بيدرو ، الذي كان أكثر جاذبية مما كانت تتوقع. فبعد «سنوات من التعرض لأشعة الشمس الاستوائية، كان لون بشرته فاتحًا، ووجنتاه ورديتين». كان الأمير البالغ من العمر 19 عامًا وسيمًا ومتوسط الطول، يملك عينين داكنتين ولامعتين وشعرًا بنيًا داكنًا. قال المؤرخ نيل ماكولاي: كان يدين «بمظهره الجيد» لوقفته الفخورة والمستقيمة التي كانت غريبًة لمثل سنه، بالإضافة إلى تزينه الممتاز، عادةً ما كان أنيقًا ونظيفًا، إذ اعتاد التقليد البرازيلي بالاستحمام الكثير». أقيم قداس الزواج في اليوم التالي، بعد أن كان تبادل النذور حصل بشكل مسبق بالتوكيل. وكانت ثمرة هذا الزواج سبعة أطفال: ماريا (لاحقًا ملكة البرتغال دونا ماريا الثانية)، وميغيل، وجواو، وجانواريا، وباولا، وفرانسيسكا، وبيدرو (لاحقًا إمبراطور البرازيل الدوم بيدرو الثاني).

## أولاده
وأولاده كلا من ملكة البرتغال ماريا الثانية زوجة كلا من الدوق أوغست وملك البرتغال فرناندو الثاني ، إمبراطور البرازيل بيدرو الثاني زوجته الإمبراطورة تيريزا كريستينا بنت ملك ملك الصقليتين فرانسيس الأول وملكة الصقليتين ماريا إيزابيلا .
وجد كلا من ملك البرتغال بيدرو الخامس زوجته الملكة ستيفاني وملك البرتغال لويس الأول زوجته الملكة ماريا بيا بنت ملك إيطاليا وسردينيا فيتوريو إمانويلي الثاني <فيتوريو ايمانويل الثانى> بن ملك سردينيا كارلو ألبيرتو <تشارلز ألبرت> وبنت ملكة سردينيا أديلايد .

## روابط خارجية
- بيدرو الأول إمبراطور البرازيل على موقع الموسوعة البريطانية (الإنجليزية)
- بيدرو الأول إمبراطور البرازيل على موقع ميوزك برينز (الإنجليزية)